# Kanton La Chapelle-sur-Erdre
La Chapelle-sur-Erdre is een kanton van het Franse departement Loire-Atlantique. Het kanton maakt deel uit van de arrondissementen Nantes (1) en Châteaubriant-Ancenis (5).
Vier gemeenten werden op 1 januari 2017 overgeheveld van arrondissement Nantes naar arrondissement Châteaubriant-Ancenis.

## Gemeenten
Het kanton La Chapelle-sur-Erdre omvatte tot 2014 de volgende 4 gemeenten:
- Grandchamps-des-Fontaines
- La Chapelle-sur-Erdre (hoofdplaats)
- Sucé-sur-Erdre
- Treillières

Na de herindeling van de kantons bij decreet van 25 februari 2014, met uitwerking op 22 maart 2015, omvat het kanton volgende 6 gemeenten:
- La Chapelle-sur-Erdre
- Fay-de-Bretagne
- Grandchamp-des-Fontaines
- Sucé-sur-Erdre
- Treillières
- Vigneux-de-Bretagne